# Франц Пфанер
Франц Пфанер (Ланген бај Брегенц, 21. септембар 1825 — Емаус, 24. мај 1909) је био аустријски трапистички монах и оснивач самостана Марија Звијезда код Бање Луке.